# Melanocamenta angolensis
Melanocamenta angolensis är en skalbaggsart som beskrevs av Moser 1920. Melanocamenta angolensis ingår i släktet Melanocamenta och familjen Melolonthidae. Inga underarter finns listade i Catalogue of Life.